# Planet tame
Planet tame (eng. Pitch Black, poznat i kao The Chronicles of Riddick: Pitch Black), američki znanstveno-fantastični horor film redatelja Davida Twohyja iz 2000. godine, koji je proslavio glavnog glumca Vina Diesela i prometnuo ga u novu holivudsku akcijsku zvijezdu.
Film je premijerno prikazan 18. veljače 2000. ostvarivši ukupnu zaradu od oko 53 milijuna USD. Vrlo brzo stvorio je veliku bazu obožavatelja koja je osobito fokusirana na glavnog antijunaka Riddicka.
Godine 2004. snimljen je nastavak Riddickove kronike.

## Radnja
Transportni svemirski brod "Hunter-Gratzner" koji prevozi 40 ljudi sruši se na dalekom pustinjskom planetu. Među desetoricom preživjelih nalaze se pomoćna pilotkinja Carolyn Fry (Radha Mitchell), lovac na glave William J. Johns (Cole Hauser), religiozni muškarac Abu Al-Walid (Keith David), trgovac umjetninama Paris P. Ogilvie (Lewis Fitz-Gerald), odbjegli adolescent Jack (Rhiana Griffith), naseljenici John 'Zeke' Ezekiel (John Moore) i njegova ljubavnica Sharon 'Shazza' Montgomery (Claudia Black) te Richard B. Riddick (Vin Diesel), opasni kriminalac. Družina se nađe na negostoljubivom planetu kojeg obasjavaju tri sunca zbog čega je na planetu vruće, suho i bez vode i vegetacije. Osim što se brinu zbog stalne latentne prijetnje koju predstavlja opasni Riddick, preživjeli se nađu na udaru krvoločnih izvanzemaljskih zvijeri u trenutku kada se, u ciklusu koji se ponavlja svake 22 godine, planet odjednom nađe prekriven tamom. U tom trenutku zvijeri izlaze iz utrobe zemlje kako bi uhvatile i pojele sve što im se nađe na putu. Preživjelima tada najbolja garancija za opstanak postaje snalažljivi i beskompromisni Riddick čije su kirurški izmijenjene oči adaptirane za gledanje u mraku.

## Glavne uloge
- Vin Diesel - Richard B. Riddick
- Radha Mitchell - Carolyn Fry
- Cole Hauser - William J. Johns
- Keith David - Abu 'Imam' al-Walid
- Lewis Fitz-Gerald - Paris P. Ogilvie
- Claudia Black - Sharon 'Shazza' Montgomery
- Rhiana Griffith - Jack / Jackie
- John Moore - John 'Zeke' Ezekiel
- Simon Burke - Greg Owens
- Les Chantery - Suleiman
- Sam Sari - Hassan
- Firass Dirani - Ali
- Vic Wilson - kapetan Tom Mitchell

## Vanjske poveznice
- Planet tame (2000) na Internet Movie Databaseu (engl.)